# Peștera cu apă din Valea Polevii
Peștera cu apă din Valea Polevii este o arie protejată de interes național ce corespunde categoriei a IV-a IUCN (rezervație naturală de tip speologic) situată în județul Caraș-Severin, pe teritoriul administrativ al  comunei Coronini.

## Localizare
Aria naturală  se află în Clisura Dunării, în partea sudică a județului Caraș-Severin (în Munții Almăjului și Locvei), pe teritoriul nordic al satului Sfânta Elena, în partea nord-estică a localității Coronini.

## Descriere
Rezervația naturală  a fost declarată arie protejată prin Hotărârea  de Guvern Nr.2151 din 30 noiembrie 2004, publicată în Monitorul Oficial al României, Nr.38 din 12 ianuarie 2005 (privind instituirea regimului de arie protejată pentru noi zone) și se întinde pe o suprafață de 3,20 hectare. 
Aria protejată este inclusă în Parcul Natural Porțile de Fier și reprezintă o cavitate (peștera dezvoltată în calcare recifale, cu diverse forme concreționare) ce adăpostește faună cavernicolă (colonii de lilieci). Peștera se află în versantul stâng al pârâului Valea Polevii, curs de apă ce străbate extremitatea sud-vestică a Munților Almăjului și Locvei (grupă montană a Munților Banatului ce aparțin lanțului muntos al Occidentalilor).